# Rififikupp
Rififikupp kallas inbrott då förövare tar sig in genom taket till lokaler eller affärsutrymmen med syfte att stjäla eller råna. Även rånkupper som genomförs genom att förövarna (försiktigt och utan att utlösa larm) tar sig in i lokaler genom väggar eller golv kallas vanligtvis för rififikupper.
Den dittills största konststölden i Sverige var en rififikupp som genomfördes 1993 på Moderna Museet och konstverk värda ca 500 miljoner stals. Även helikopterrånet i Västberga 2009 räknas som en rififikupp.
Rififikupper fick sitt namn efter filmen Rififi, baserad på Auguste Le Bretons roman Du rififi chez les hommes (1954).